# Wolfgang Holl
Wolfgang Holl (* in Schwäbisch Hall; † 4. September 1590) war ein deutscher Bischof und Weihbischof in Eichstätt.
1559 wurde Holl zum Priester für das Bistum Eichstätt geweiht. Am 23. August 1570 wurde er zum Weihbischof in Eichstätt und Titularbischof von Philadelphia in Arabia ernannt. Am 5. November 1570 weihte ihn Otto von Waldburg, Kardinalbischof von Palestrina und Bischof von Augsburg, mit Assistenz von Antonio Elio, Titularpatriarch von Jerusalem, und Galeazzo Gegald in der Sixtinischen Kapelle zum Bischof. Er weihte Johann Ertlin und assistierte bei der Weihe von Marquard von Berg und Ernst von Mengersdorf.